# Élizabeth Vidal
Pour les articles homonymes, voir Vidal.
Elizabeth Vidal, née à Nice le 10 juin 1960, est une soprano colorature française.

## Biographie

### Enfance
Élizabeth Vidal est née le 10 juin 1960 à Nice d'un père maçon issu d'une modeste famille espagnole, et d'une mère d'origine anglaise, fille d'un dentiste parisien. L'amour pour la musique réunit le couple. Dans l'un des numéros de L'Avant-Scène opéra de l'année 1987, Alain Duault écrit que son père et sa mère sont « deux chanteurs qui ne firent pas carrière » et qui « veulent réaliser leur rêve de réussite à travers leur fille. »

### Formation
Les parents inscrivent ainsi leur fille, dès l'âge de 8 ans, dans la classe musique de l'actuel Lycée des métiers d'art et d'industrie Pasteur. Alain Duault précise également qu'elle « entre à 14 ans au conservatoire de Nice dans la classe d'Albert Lance » tout en travaillant parallèlement avec Mady Mesplé durant l'été. À 18 ans, initialement confrontée au choix prévalant entre la possibilité d'entamer des études littéraires ou de perfectionner son chant, elle s'inscrit finalement à l'École d'art lyrique de l'opéra de Paris où elle suit des cours d'art lyrique, sous l'égide d'une équipe professorale pluridisciplinaire dont fait notamment partie la cantatrice et professeure de chant Elisabeth Grümmer,.

## Carrière

### Scène
Élizabeth Vidal fait ses débuts à l'âge de 23 ans sur la scène du Festival international d'art lyrique d'Aix-en-Provence aux côtés de Jessye Norman avant de perfectionner son expérience de la scène au sein de la troupe de l'opéra de Lyon, notamment sous la conduite du chef d'orchestre John Eliot Gardiner,

#### Lyon
En 1985, elle intègre la troupe de l'opéra de Lyon où elle participe aux productions de :
- Médée de Marc-Antoine Charpentier sur une mise en scène de Bob Wilson et sous la conduite orchestrale de Michel Corboz[H 1]
- l'Enfant et les Sortilèges de Maurice Ravel[H 1]
- l'Étoile d'Emmanuel Chabrier[H 1]
- Scylla et Glaucus de Jean-Marie Leclair[H 1]
- Ariane à Naxos de Richard Strauss[H 1]
- Adèle dans la Chauve-Souris de Johann Strauss[H 1]
- Blondchen dans l'Enlèvement au sérail de Wolfgang Amadeus Mozart[H 1].

#### Aix-en-Provence
Au festival international d'art lyrique d'Aix-en-Provence, elle participe à la production de Psyché de Jean-Baptiste Lully sur un livret de Thomas Corneille.

#### Paris
Du 31 janvier au 18 février 1995, elle chante Lakmé à l'Opéra-comique en alternance avec Natalie Dessay. Erikson Franck préfigure l'événement : « La brune et la blonde vont rivaliser de contre-ut pour séduire les mélomanes. Elles chantent en alternance le rôle de Lakmé, dont le célèbre Air des clochettes est l'un des chevaux de bataille de toute soprano colorature [...]. Lily Pons, Mado Robin, Mady Mesplé et Joan Sutherland se sont illustrées dans ce tube de nos grand-mères. Les deux jeunes Françaises sont à égalité : elles abordent l'ouvrage pour la première fois ». L'écrivain et critique musical André Tubeuf en esquisse quelques lignes dans le journal Le Point : « C'est le retour des « cocottes », comme on appelait autrefois vocalises et notes piquées. Surtout, c'est la révélation d'une de nos rares jeunes internationales, Natalie Dessay, qui fait les beaux soirs de Vienne. Alternant avec elle, la toute blonde Élisabeth Vidal, plus suave ».

#### Toronto
Du 25 janvier au 7 février 1997, elle incarne le rôle de Constance à Toronto dans l’œuvre de Francis Poulenc — Dialogues des carmélites — produite par la Compagnie nationale d'opéra du Canada (COC). À cette occasion, le célèbre musicologue et historien de l'opéra George Henry Hubert Lascelles 7e comte de Harewood évoque sa prestation dans le mensuel Opera : « Élisabeth Vidal interprète une sœur Constance des plus charmantes, ». The Metropolitan Opera Guild (en) de la revue Opera News parle quant à elle d'« une sœur Constance radieuse, ».

#### Paris – Nice
Le 28 mai 2008, elle est invitée à Paris au théâtre du Châtelet — avec notamment pour partenaires vocaux Sylvie Valayre, Jean-Philippe Lafont, Marie-Ange Todorovitch, Annick Massis... — pour se joindre à un « gala de charité à 7 grandes voix » intitulé « Splendeurs de l'opéra » dont les bénéfices récoltés iraient au profit de la lutte contre la maladie d'Alzheimer. Néanmoins, en raison d'impondérables inopinés, l'événement est finalement annulé pour être reporté sine die.
En mars 2009, elle reprend le rôle-titre de Lakmé à l'opéra de Nice. Jean-Luc Vannier commente ainsi sa prestation : « Plus tragédienne que jamais Élisabeth Vidal, qui joue alternativement l’ingénue, l’amoureuse et finalement la sacrifiée, a offert au public son inimitable voix au timbre léger et clair, passant – parfois avec quelque prudence – les multiples et impressionnants aigus d’une œuvre qui n’en manque guère. Elle émeut dans le célèbre « duo des fleurs » avec sa servante Malika, interprétée par Claire Brua. Elle jongle ensuite avec les vocalises de l’« air des clochettes » où elle doit chanter sur la violente injonction de son père, le brahmane Nilakantha […] La soprano charme pourtant davantage dans le dernier acte où – intensité croissante de l’action dramatique oblige – son chant devient plus intérieur, plus douloureux, plus convaincant aussi. »

#### Munich
En 2010-2011, elle incarne la Reine de la nuit au Staatstheater am Gärtnerplatz de Munich. Au cours de la représentation du 29 septembre 2010, elle se trompe accidentellement de sortie et tombe avec fracas dans la fosse, provoquant l'effroi des membres du chœur et du public. Cependant, l'épaisseur de son costume de scène parvient à amortir en partie le choc, ce qui lui permet finalement de s'en tirer avec quelques blessures légères et contusions,.

### Enregistrements

#### L'Amant statue
Le 8 août 1985 au château de Montal dans le cadre du festival de Saint-Céré, elle participe au premier enregistrement mondial de l'Amant statue de Nicolas Dalayrac sur un livret de Desfontaines-Lavallée.

#### L'Enfant et les sortilèges
En janvier 1986 au casino de Vevey, lors de l'enregistrement de L'Enfant et les sortilèges placé sous la baguette d'Armin Jordan pour le compte de la firme Erato, elle interprète deux rôles : le feu et le rossignol. Dans son comparatif des diverses versions discographiques existantes relatives à cette œuvre, Jean-Christophe Henry commente son interprétation comme suit : « Élizabeth Vidal brille sans mal dans ces deux emplois virtuoses avec, malgré tout, la mollesse d'articulation et le manque de définition vocale qui lui sont coutumières ». Dans le même article, l'auteur critique la seconde version qu'elle a enregistrée quelques années plus tard et qui est sortie en 1993, aux côtés notamment de la soprano Michèle Lagrange et de l'orchestre national Bordeaux Aquitaine conduit par le chef d'orchestre Alain Lombard : « Élisabeth Vidal est, comme on pouvait le prévoir, chichiteuse et blanche dans la princesse ; ce qui est plus grave, c'est son manque, flagrant, d'articulation dans le feu et le rossignol ».

#### Die Zauberflöte
Le 1er janvier 1995 paraît — pour le compte des disques Pierre Vérany, Arion, Auvidis — un enregistrement live en langue allemande de La Flûte enchantée [« Die Zauberflöte »] sous la direction orchestrale de Paul Kuentz et la Maîtrise des Hauts-de-Seine (chef de chœur : Francis Bardot) avec, entre autres interprètes, Renate Spingler (de) en 2e dame, Wolfgang Neumann (de) en 1er homme d'armes & 1er prêtre, Phillip Langshaw (de) en 2e homme d'armes & 2e prêtre, ainsi que Birgit Beer (de) en Papagena. Sir Edward Montague Compton Mackenzie de l'ordre de l'Empire britannique (OBE) et Christopher Stone évoquent la prestation d'Elizabeth Vidal en Reine de la Nuit via l'un des mensuels [Lequel ?] du magazine Gramophone paru en 1995 : 

« J'ai particulièrement été sensible à l'exécution de l'opéra Die Zauberflöte de Mozart, dirigé par Paul Kuentz, auquel la présence du public — que l'on entend sporadiquement applaudir par intervalles — confère un sentiment d'autant plus spontané à l'enregistrement [...]. D'entre tous les rôles féminins, celui de la Reine de la Nuit érige Elizabeth Vidal au rang de star : elle entonne un « Der Hölle Rache » à l'intonation parfaite dont le frisson singulier transfigure l'auditeur. Quant aux trois garçons, ils sont charmants. L'entièreté de l'opéra revêt ainsi moult allure et esprit donnant naissance à un enregistrement théâtral des plus convaincants,. »

— Sir Edward Montague Compton Mackenzie, membre de l'Excellentissime ordre de l’Empire britannique (OBE)

#### Thaïs
En 2000, elle participe à l'enregistrement de Thaïs pour le compte de Decca Records. Les rôles clés sont confiés à Renée Fleming (Thaïs) et Thomas Hampson (Athanaël), sous la baguette du chef Yves Abel (ca) à la tête de l'orchestre national Bordeaux Aquitaine. Sir Compton Mackenzie et Christopher Stone évoquent sa prestation dans le Gramophone Classical Good CD Guide 2002 lié au mensuel Gramophone : « Giuseppe Sabbatini (en) incarne un Nicias qui séduit d'emblée sans pour autant forcer sur le glamour. Marie Devellereau dans le rôle de Crobyle et Isabelle Cals dans celui de Myrtale forment un duo assorti. Elles sont rejointes par l'élégante Élisabeth Vidal qui semble se jouer des difficultés de la tessiture inhérente à La Charmeuse,. »

#### Carmen
Du 26 février au 13 mars 2002 à la Halle aux Grains de Toulouse, elle enregistre le rôle de Frasquita pour le compte d'EMI Classics dans l'opéra Carmen de Georges Bizet sous la direction orchestrale de Michel Plasson avec, dans les rôles principaux, Angela Gheorghiu (Carmen), Roberto Alagna (Don José), Inva Mula (Micaëla), Thomas Hampson (Escamillo), auxquels se joignent Isabelle Cals (Mercédès), Ludovic Tézier (Moralès), Nicolas Cavallier (Zuniga), Nicolas Rivenq (le dancaïre) et Yann Beuron (le remendado). Dans le forumopera d'avril 2003, Isabelle Mante souligne combien « il faut saluer le travail de casting réalisé sur les seconds rôles, car tous – sans exception – ont été confiés à de jeunes chanteurs à la diction exemplaire et dont l'entrain fait plaisir à entendre. Le duo de gitanes légèrement nymphomanes, confié à Isabelle Cals et Élizabeth Vidal, est très efficace ; leur pendant masculin, assuré par Yann Beuron et Nicolas Rivenq, est tout aussi agréable à écouter. »

#### The Magic Flute
Les 5 et 6 juin 2005 à l'hôtel de ville de Leeds, elle enregistre le rôle de la Reine de la nuit dans une version anglaise de La Flûte enchantée — The Magic Flute — patronnée par la Peter Moores Fundation sous la direction du chef d'orchestre Charles Mackerras placé à la tête du London Philharmonic Orchestra. La notice accompagnatrice commente son interprétation en ces termes : « Elizabeth Vidal incarne une reine de la nuit enflammée dont la nationalité d'origine ne transparait qu'au travers du léger accent français qui imprègne ses interventions parlées,. »

#### Ginevra di Scozia
Le critique musical George Jellinek la compare à Teresa Bertinotti-Radicati en faisant expressément référence à Élizabeth Vidal par rapport à son enregistrement effectué en 2001 du rôle-titre de l'opéra Ginevra di Scozia de Giovanni Simone Mayr. Dans The Opera Quarterly édité par l'Oxford Journals, il écrit notamment : 

« Les commentaires du CD évoquent La Ginevra d'origine — Teresa Bertinotti-Radicati — comme ayant incarné le pinacle d'une soprano spectaculairement douée capable de soulever les foules en suscitant un émoi considérable parmi le public par la magie de son registre phonatoire extraordinairement étendu allié à une technique vocale époustouflante. « Spectaculaire », c'est bien aussi le mot qui vient spontanément à l'esprit en écoutant le restitué vocal qu'Elizabeth Vidal insuffle à ce même rôle. Son air du premier acte, Quest'anima consola, atteint le contre-mi, note qu'elle répète triomphalement à trois reprises au cours de la scène finale de l'opéra. Les défis phonatoires de cette tessiture vertigineuse rivalisent allégrement avec ceux de la Reine de la nuit mais ici le challenge en perdure d'autant plus. Compte tenu de ce qui précède, il semblerait presque déraisonnable de solliciter une meilleure prononciation du texte dans un contexte émissif aussi périlleux : c'est d'ailleurs la seule réserve qu'il m'incombe ici d'exprimer quant à la qualité du chant d'Élisabeth Vidal, »

#### The Art of the Coloratura
Lors d'une parution en hiver 2006, faisant référence à l'enseignement prodigué à Élizabeth Vidal par la cantatrice et professeur de chant Elisabeth Grümmer, la Revue générale précise que « la leçon a indiscutablement porté ses fruits, ainsi qu'on peut le constater dans un récital publié [...] par la firme Talent et intitulé The art of the coloratura ». Il s'agit d'airs d'opéras français enregistrés avec l'orchestre de l'opéra de Meiningen, « sous la direction souple et attentive de Hans Rotman ». De son interprétation de la Méditation de Thaïs, cette même revue écrit : « C'est le tout dernier morceau du récital qui est à marquer d'une pierre blanche (très blanche même), car il révèle le miracle de la voix d'Élizabeth Vidal dans toute sa splendeur et dans sa rareté. La pochette du disque précise que cette Méditation de Thaïs de Massenet, célébrissime pièce pour violon, est assumée ici dans sa tonalité originale par une voix humaine pour la première fois. Cette interprétation est bien plus qu'extraordinaire, c'est un miracle. Une prouesse vocale presque inimaginable, tellement la voix accède à des sommets qui font frissonner, tout naturellement et sans forcer, en conservant son éclat de cristal ». Pourtant, Lance G. Hill, rédacteur en chef du forum The Classical Music Guide, reste plus partagé. Il trouve la voix de la soprano certes « fort agréable dans l'ensemble » et même s'il jette son dévolu sur le « Paryatis de Saint-Saëns », il convient néanmoins que « l'interprétation d'Élisabeth Vidal », dans cette pièce choisie, « ne saurait égaler celle de feue Rita Streich — enregistrée jadis chez Deutsche Grammophon — dont la subtilité des nuances interprétatives dans Le rossignol et la rose transparaît avec davantage d'acuité, ».

### Enseignement
Élizabeth Vidal est, selon Le Figaro, une enseignante « reconnue et appréciée ».

#### Rueil-Malmaison
Elle crée à Rueil-Malmaison l'association « Opéraction »

#### Nice
En 2003, soutenue par les élus locaux de Beaulieu-sur-Mer, Tourrette-Levens, Cagnes-sur-Mer et Nice), elle crée le Centre d’art lyrique de la Méditerranée (C.A.L.M.), une nouvelle école locale capable d’assurer une « formation de haute performance ». À la suite de cette fondation, elle participe, en lien avec l'association Musique au Cœur du Médoc (MACM), à la mise en place du Concours international de chant Bordeaux/Médoc.
En 2009, Christian Estrosi la nomme professeur d'art lyrique au conservatoire à rayonnement régional de Nice. À ce titre, elle enseigne le chant à l'académie internationale d'été de Nice du 22 au 28 juin 2014.

#### Moscou
Au cours de la saison 2012 / 2013, elle intègre à Moscou avec son époux André Cognet une équipe pédagogique pluridisciplinaire internationale œuvrant dans le cadre des sections de perfectionnement des « jeunes chanteurs d'opéra, » affiliées au théâtre Bolchoï. Y participent conjointement des personnalités de l'art lyrique — Makvala Kasrashvili (en), Evgeny Nesterenko (en), Irina Bogatcheva, Elena Obraztsova, Laura Claycomb (en) (USA), Deborah York (en) (Royaume-Uni) — des professeurs de chant, chefs de chœurs et coaches vocaux — Svetlana Nesterenko (Académie d’art choral Viktor Popov), Ljuba Orfenova et Gloria Guida Borelli (conservatoire San Pietro a Majella de Naples), Semyon Skigin (Hochschule für Musik Hanns Eisler), Mark Lawson (Bayerische Staatsoper), Mziya Bakhturidze (Teatro alla Scala) — des chefs d'orchestre — Antonello Allemandi (Italie), Christopher Moules (Royaume-Uni), Dmitri Jurowski — et Andrejs Zhagars (ru), directeur de l'opéra national de Lettonie,.

#### Saint-Pétersbourg
Du 25 juin au 4 juillet 2012, lors du « 6e Concours international de récital piano et chant, » intitulé « Trois siècles de romance classique » qui se déroule au conservatoire Rimski-Korsakov de Saint-Pétersbourg sous la houlette de la soprano Irina Bogacheva (en), elle est membre d'un jury international dont font partie Vladimir Chernov (en), baryton, président du jury (Russie) ; Michael Dussek, pianiste (Royaume-Uni) ; Pavel Egorov (en), pianiste (Russie) ; Mikhail Fikhtengolts, critique musical, organisateur de concerts et responsable du répertoire du Bolchoï (Russie) ; Daniel Fueter, pianiste, compositeur & maître de conférences en musicologie (Suisse) ; Olga Kondina (de), soprano (Russie) ; Michail Lanskoi, professeur de chant à l'Université Robert-Schumann de Düsseldorf (de) ainsi qu'à l'Institut für Gesang und Musiktheater de la Hochschule für Musik Franz Liszt Weimar (Allemagne) ; Cheryl Studer, soprano (États-Unis) ; Roman Trekel, baryton (Allemagne) ; Mauro Trombetta, baryton, professeur de chant à l'Institut supérieur d'études musicales Achille Peri de Reggio d'Émilie, chef d'orchestre, chef de chœur & directeur de théâtre (Italie) ; Ulrich Vogel, chef de chant (Allemagne) ; Scot Weir, ténor (États-Unis) ; Zhao Yunhong, soprano (Chine).

### Télévision
Elle participe, en outre, à diverses émissions télévisées : Musiques au cœur, Le monde est à vous[réf. souhaitée], Nocturnales[réf. souhaitée], les Victoires de la musique classique[réf. souhaitée], etc. Elle fait aussi partie du jury de l’émission Prodiges sur France 2 (de 2014 à 2019 au moins). 
À l'occasion de la parution de son album intitulé La Cantadora : l'Opéra Impossible, elle est invitée par Laurent Ruquier le 19 avril 2014 pour présenter son dernier CD dans le cadre de l'émission On n'est pas couché.
Le 1er mai 2014, Philippe Dufreigne se fait l'écho sur BFM TV de quelques extraits de son album qu'elle avait interprétés le 30 avril 2014 en direct à Paris dans le hall de la gare de Lyon. Accompagnée au piano, elle y chante notamment un extrait de Les Quatre Saisons [Le quattro stagioni] d'Antonio Vivaldi : La primavera (Le Printemps), allegro à quatre temps (4/4) tiré du concerto no 1 en mi majeur, op. 8, RV 269.

## Caractéristiques vocales

### Tessiture
À l'instar de cantatrices telles que Mady Mesplé ou feue Mado Robin, la voix de soprano colorature d'Élizabeth Vidal appartient au registre vocal féminin suraigu,. L'une de ses interprétations de la Méditation de Thaïs — originellement écrite par Jules Massenet pour violon solo, cordes et harpe — outre d'atteindre une fois le contre-sol, se voit ponctuée de plusieurs « contre-fa » : seul le « contre-la » final manque à l'appel — remplacé ici par un énième « contre-fa » — alors que cette apothéose finale figure pourtant bel et bien dans la partition originale écrite pour violon, y apparaissant sous forme de note subaiguë conclusive en pianissimo (ppp).

### Technique émissive
La Revue générale de 2006 écrit que « la Française Élizabeth Vidal a été l'élève d'Elisabeth Grümmer chez laquelle elle a appris comment relâcher la musculature de la région laryngée et confirmer la liberté du larynx en regard de l'effort musculaire intense à fournir au niveau diaphragmatique ». Ce même ouvrage précise qu'elle « possède tous les atouts d'une grande diva : finesse d'émission, sureté de la ligne mélodique tant dans les aigus que dans les pianissimi, expressivité, émotion… ».

## Vie privée
Élizabeth Vidal est mariée au baryton-basse André Cognet.

## Devise
— « Chanter bien, chanter longtemps. »

## Publications

### Discographie
- Nicolas Dalayrac, Michael Desfontaines, Michael Cook (chef d'orchestre) et Orchestre du festival de Saint-Céré, L'Amant statue, opéra comique en 1 acte, Toulouse, festival de Saint-Céré, Ariane, 1985, enregistrement analogique 33 tours de musique, collection discographique régionale de Midi-Pyrénées, livret en français de Desfontaine de 4 p. inséré dans la pochette du disque, enregistré en live le 8 août 1985 au château de Montal dans le cadre du festival de Saint-Céré (OCLC 22144033) Interprètes : Francis Dudziak, Jean-Pierre Chevalier, Florence Launay, Élizabeth Vidal
- Maurice Ravel, L'Enfant et les Sortilèges, Erato, 1987, orchestre de la Radio suisse romande, direction : Armin Jordan (OCLC 317691358, BNF 38140943, présentation en ligne) La manécanterie du conservatoire populaire de musique de Genève, direction : Jean-Louis Rebut ; chœur de la Radio suisse romande, direction : André Charlet. Distribution : l'enfant : Colette Alliot-Lugaz ; maman / la tasse chinoise / la libellule : Arlette Chedel ; le fauteuil / un arbre : Michel Brodard ; la bergère / la princesse / une chauve-souris / une pastourelle / la chouette : Audrey Michael ; l'horloge comtoise / le chat : Philippe Huttenlocher ; la théière / l'arithmétique / la rainette : Michel Sénéchal ; le feu / le rossignol : Élisabeth Vidal ; la chatte / l'écureuil / un pâtre : Isabel Garcisanz La notice OCLC 317691358 précise la date et le lieu de l'enregistrement : « Recorded Jan. 1986, Casino de Vevey (Switzerland) ».
- Maurice Ravel (compositeur), Colette (livret), Alain Lombard (chef d'orchestre), Grand Théâtre de Bordeaux, chœur mixte & chœur d'enfants du Grand Théâtre de Bordeaux et orchestre national Bordeaux Aquitaine, L'Enfant et les Sortilèges : fantaisie lyrique, Naïve Records, 1993, enregistré en avril 1992 à Libourne au manège de l'école nationale des élèves officiers de réserve (EOR) (OCLC 29709950, ASIN B000003I07) l'enfant : Martine Mahé ; maman / la tasse chinoise/ la libellule : Arlette Chedel ; le fauteuil / un arbre : Vincent Le Texier ; la chatte/ l'écureuil / un pâtre : Magali Damonte ; l'horloge comtoise / le chat : Marc Barrard ; la théière / l'arithmétique / la rainette : Léonard Pezzino ; le feu / la princesse / le rossignol : Élizabeth Vidal ; une bergère/ une pastourelle / une chauve-souris / la chouette : Michèle Lagrange
- Élisabeth Vidal (soprano), Susan Manoff (piano) et Philippe Bernold (flûte), Romances et chants d'oiseaux, Paris, Auvidis, 1994, CD 1 disque compact (0 h 59 min 55 s) + 1 brochure de 27 pages, notice additionnelle de Gabriel Dussurget, texte des chansons en français avec traduction en anglais et en espagnol, enregistré à Villepreux dans le domaine de Grand'Maison en octobre 1993 (BNF 38268793), « Mélodies »  (EAN 3298490047071)(ASIN B000025UGA)(OCLC 55762023 et 799711278) Claude Debussy : Romance ; Les roses ; La romance d'Ariel ; Fête galante ; Pierrot ; Rondel chinois ; Sérénade ; Nuit d'etoiles / Julius Benedict : La gitane et l'oiseau / Camille Saint-Saëns : La libellule ; Le rossignol et la rose / Félicien David : La perle du Brésil. Air de Lora /  Louis Beydts : Chansons pour les oiseaux / Federico Longás (nl) : Le rossignol et l'empereur / Manuel Rosenthal : Trois précieuses
- (de) Wolfgang Amadeus Mozart (compositeur), Paul Kuentz (direction orchestrale), orchestre de chambre Paul Kuentz, Francis Bardot (chef de chœur), Maîtrise des Hauts-de-Seine et chœur Paul Kuentz (un synopsis avec traduction est annexé aux deux CD - [S.l.] : prod. Kuentz, Paul, P 1994), Die Zauberflöte, Paris, disques Pierre Vérany ; Arion ; Antony : distrib. Auvidis PV 730055, coll. « Morceaux choisis », 1996 (dl) : sortie le 1er janvier 1995, CD de musique, CD audio, 2 disques compacts (1 h 7 min 5 s, 1 h 14 min 28 s) : DDD (OCLC 658561521, BNF 38333076) Salvador Guzman, ténor (Tamino) ; Marianne Seibel, soprano (Dame 1) ; Renate Spingler (de), soprano (Dame 2) ; Eleanor James, mezzo-soprano (Dame 3) ; Klaus Häger, basse (Papageno) ; Élisabeth Vidal, soprano (Reine de la nuit)[d] ; Nathalie Boissy, soprano (Pamina) ; Herbert Hechenberger, ténor (Monostatos) ; Phillip Langshaw (de), basse (homme d'armes 2, prêtre 2) ; Hans-Georg Moser, basse (Sarastro) ; Wolfgang Neumann (de), ténor (homme d'armes 1, prêtre 1) ; Birgit Beer (de), soprano (Papagena)
- Jules Massenet (compositeur), Yves Abel (ca) (chef d'orchestre), orchestre national Bordeaux Aquitaine et chœurs de l'opéra de Bordeaux, Thaïs, Decca, 2000, livret de Louis Gallet d'après le roman d'Anatole France, 2 disques compacts en 1 coffret : DDD ; 12 cm + 1 livret (OCLC 605191035) « Thaïs : Renée Fleming, soprano ; Athanaël : Thomas Hampson, baryton ; Nicias : Giuseppe Sabbatini (en), ténor ; la charmeuse  Élisabeth Vidal, soprano ; Palémon : Stefano Palatchi (es), basse ; Marie Devellereau (Crobyle) ; Isabelle Cals (Myrtale) »
- Giovanni Simone Mayr (compositeur), Ginevra di Scozia, Londres, Opera Rara, 2002 (OCLC 811245639, ASIN B00006RHRK, lire en ligne) Interprète(s) : Luca Grassi (Il Re di Scozia) ; Elizabeth Vidal (Ginevra) ; Daniela Barcellona (Ariodante) ; Antonino Siragusa (Polinesso) ; Giuseppina Piunti (Dalinda) ; Marco Lazzara (Lurcanio) ; Aldo Orsolini (Vafrino) ; Damiano Locatelli (Il Gran Solitario) ; Orchestra and Chorus of the Teatro Lirico 'Giuseppe Verdi' Trieste ; Tiziano Severini, chef d'orchestre. Enregistré en direct à Trieste au Teatro lirico 'Giuseppe Verdi' en avril 2001.
- Georges Bizet (compositeur), Michel Plasson (chef d'orchestre), Orchestre national du Capitole de Toulouse, Chœurs du théâtre du Capitole, Chœur d'enfants de Toulouse la Lauzeta et Chœur les Éléments, Carmen, vol. 3 : La discothèque idéale de l'opéra, New York, EMI Classics, coll. « Radio classique », 2003, prod. : fnac, p 2011, livret de Henri Meilhac et Ludovic Halévy, d'après la nouvelle de Prosper Mérimée, 1 disque compact (1 h 10 min 33 s) : enregistrement remasterisé en 24 bits, référence commerciale : EMI classics 50999 082820 2 6 (album), enregistré du 26 février au 13 mars 2002 à la Halle aux Grains de Toulouse  (EAN 5099908282026) (OCLC 840329223 et 731227226) (BNF 42509509) Angela Gheorghiu, soprano (Carmen) ; Roberto Alagna, ténor (Don José), Inva Mula, soprano (Micaëla), Thomas Hampson, baryton (Escamillo) ; Elizabeth Vidal, soprano (Frasquita) ; Isabelle Cals, soprano (Mercédès) ; Ludovic Tézier, baryton (Moralès) ; Nicolas Cavallier, baryton (Zuniga) ; Nicolas Rivenq, baryton (le dancaïre) ; Yann Beuron, ténor (le remendado)
- Élisabeth Vidal (soprano), André Cognet (baryton-basse), Emmanuel Plasson (direction d'orchestre), Orchestre philharmonique de Nice, United musicians international productions (éditeur commercial & producteur de phonogramme) et M10 Musidisc distribution service (distributeur), D'amour et de nostalgie : airs et duos d'amour de l'opéra français, Boulogne, Levallois, Bellerive-sur-Allier, Ligia Digital, 2002, CD audio, 1 disque compact (1 h 10 min 3 s) + 1 brochure ; enregistrement no 20000800 ; label : Forlane  (EAN 3399240168203) (ASIN B000DN5XFG) (OCLC 548725667 et 53148721) (BNF 38578636) (BNF 38587965) Berceuse de Jocelyn : soprano, piano, violon / Benjamin Godard ; Testament : baryton, piano / Rhené-Baton ; Lied d'automne : soprano, baryton, piano / Sylvio Lazzari ; La rivière : soprano, harpe / Jules Massenet ; Chanson parlée : soprano, baryton, piano, flûte / Gabriel Pierné ; 3 poêmes arabes : baryton, piano, violon, violoncelle / Constantin Brăiloiu ; Le rossignol : soprano, piano, flûte / Léo Delibes ; Chanson hindoue : baryton, piano, violoncelle ; L'heure d'aimer : soprano, baryton, piano / Henri Bemberg ; Chère nuit : soprano, piano, violon / Alfred Bachelet ; J'ai pleuré en rêve : baryton, piano / Georges Hüe ; Le rossignol et la rose : soprano, harpe / Camille Saint-Saëns ; Elégie : baryton, piano, violoncelle / Jules Massenet ; Hindoustana : soprano, piano / Rhené-Baton ; Dernier sommeil : baryton, piano / Jules Massenet ; Chanson arabe : soprano, piano, violon / Henri Bemberg ; Lamento : baryton, piano, violoncelle / Gabriel Pierné ;  Pastorale : baryton, piano, violon / Camille Saint-Saëns ; Valse de Faust : special version from Gounod : soprano, piano / Charles Gounod
- (en) Wolfgang Amadeus Mozart (compositeur), Emanuel Schikaneder (librettiste), Jeremy Sans (traduction et adaptation du livret en anglais) et Sir Charles Mackerras (chef d'orchestre), The Magic Flute [« Die Zauberflöte »], Peter Moores Fundation, 5-6 juin 2005 (OCLC 60804919, présentation en ligne) Barry Banks, tenor (PMF Scholar) - Tamino ; Elizabeth Vidal, soprano - Queen of the Night ; Rebecca Evans, soprano - Pamina ; Majella Cullagh, soprano - First Lady ; Sarah Fox, soprano - Second Lady ; Diana Montague, mezzo-soprano - Third Lady ; Simon Keenlyside, baritone (PMF Scholar) - Papageno ; Lesley Garrett, soprano - Papagena ; John Tomlinson, bass - Sarastro ; John Graham-Hall, tenor - Monostatos ; Christopher Purves, bass - Speaker, Armed Man, First Priest ; Peter Bronder, tenor - Armed Man, Second Priest ; Geoffrey Mitchell Choir ; London Philharmonic Orchestra ; « Recorded in Leeds Town Hall 5-6 June 2005 »
- Élizabeth Vidal (soprano colorature), André Cognet (baryton-basse), Hans Rotman (chef d'orchestre) et orchestre de l'opéra de Meiningen, The art of the Coloratura : airs d'opéras français, Antwerp, Belgique, Talent, 2006, CD (OCLC 233635737, ASIN B000FIGGX2) La jolie fille de Perth : Écho, viens sur l'air embaumé / Georges Bizet (3:38) ; Le roman d'Elvire : Est-ce un doux mensonge (7:10) ; Hamlet : À vos jeux mes amis – Partagez mes fleurs (10:15) ; Le comte Carmagnola : Dans ce sombre cachot (8:22) ; Mignon : Je suis Titania la blonde (5:33) / Ambroise Thomas – Parysatis : Le rossignol et la rose[trad 11] / Camille Saint-Saëns (3:19) – Manon : Suis-je gentille ainsi ? – Je marche sur tous les chemins (3:19) ; Oh, Manon vous êtes la reine – Dans les bois : (fabliau) (4:07) / Jules Massenet – Faust : Valse / Charles Gounod (5:27) – La Perle du Brésil : Charmant oiseau qui sous l'ombrage / Félician David (7:02) – Méditation : pour voix solo / Jules Massenet (5:05)
- Élisabeth Vidal (soprano), Paul Kuentz (direction orchestrale), orchestre de chambre Paul Kuentz, Camille Saint-Saëns, Georges Bizet, Léo Delibes et al., Live in Paris : morceaux choisis, Paris, Arion, coll. « Paul Kuentz », 2009, date de sortie d'origine : 11 septembre 2010, copyright : arion 2008, conditions d'enregistrement : présence d'un public, 1 disque compact : DDD, référence commerciale : Pierre Vérany PV30120, production Paul Kuentz, P 2005, durée totale : 57:04 (OCLC 762923638, BNF 42079246)  (EAN 3325487301202) (ASIN B002YZ7JDK)
- La Cantadora[a] : l'Opéra Impossible[29],[30],[35], Universal, (ASIN B00IGD7MD6).
- Pauline Viardot, Cendrillon, Sandrine Piau, Marie (Cendrillon), André Cognet, Le Baron Pictordu, Jean Rigby, Armelinde, Susannah Walters, Maguelonne, Elisabeth Vidal, La Fée, Jean-Luc Viala, Le Prince Charmant, Paul Austin Kelly, Le Comte Barigoule, Elisabeth Vidal, A lady at the Ball, Party Guests, Royal Footmen, Members of the Geoffrey Mitchell Choir, conducted by Nicholas Kok (also pianist). CD 24 bit recording Opera Rara 2001.

### Vidéographie
- Jacques Offenbach (compositeur), Hector Crémieux (librettiste), Patrick David (direction chœurs & orchestre), Herbert Wernicke (mise en scène), Alexandra Badu (ténor), Elizabeth Vidal (soprano), Dale Duesing (baryton) et al., Orphée aux Enfers, Enregistré au théâtre de la Monnaie (Bruxelles) en 1997, sortie en DVD en 2002 c/o Kinowelt Home Entertainment (Munich), coll. « Arthaus Musik (Munich) », opérette chantée en français ; sous-titrages : français, anglais, allemand, espagnol (OCLC 314099039, ASIN B000067CVL, présentation en ligne).

### Articles
- Alain Duault, L'Avant-Scène opéra (no 99 à 101), 1987 (lire en ligne), p. 150.
- Revue générale, Bruxelles, Didier Hatier (no 5 à 9), 2006 (lire en ligne), p. 87-88.
- (en) Nicholas E. Limansky et John Carroll, « The Acuto Sfogato », The Legacy of the Diva,‎ 2013 (lire en ligne).
- (en) George Jellinek, « Ginevra di Scozia : Giovanni Simone Mayr », The Opera Quarterly, Oxford Journals, vol. 20, no 1 « Recording Review »,‎ hiver 2004, p. 136-138 (DOI 10.1093/oq/kbh018, lire en ligne).
- Jean-Luc Vannier, « Élizabeth Vidal retrouve Lakmé », Journal de Nice, Opéra de Nice « Compte-rendu »,‎ 20 mars, puis les 24 et 26 mars 2009 (lire en ligne).

### Curriculum vitæ
- (en) « Élizabeth Vidal, Coloratura Soprano », Académie internationale d'été de Nice « Lyric artist, Professor at CRR de Rueil-Malmaison »,‎ 2014 (lire en ligne).